# Сыщик Путилин
«Сы́щик Пути́лин» (2007) — российский восьмисерийный телевизионный сериал Сергея Газарова. Экранизация трилогии Леонида Юзефовича: «Дом свиданий», «Костюм Арлекина», «Князь ветра».

## Сюжет
Сериал, главным героем которого является начальник Петербургской сыскной полиции Иван Дмитриевич Путилин, разделён на три неравные части:
1. В первой части «Дом свиданий» (2 серии) — убийство купца[1][2].
2. Во второй — «Костюм Арлекина» (2 серии) — убийство австрийского дипломата[3][4].
3. В третьей — «Князь ветра» (4 серии) — Путилин расследует убийство писателя, автора бульварных романов[5][6][7][8].

## В ролях
- Владимир Ильин — Иван Дмитриевич Путилин
- Инга Стрелкова-Оболдина — жена Путилина
- Руслан Кулешов — Ванечка, сын Путилина
- Игорь Золотовицкий — агент Гайпель
- Тимофей Трибунцев — агент Валетко
- Евгений Стеблов — граф Шувалов
- Олег Шкловский — ротмистр Зейдлиц
- Виктор Раков — Яков Куколев
- Ирина Апексимова — Шарлотта Куколева
- Михаил Хомяков — Семён Куколев
- Анна Михалкова — Нина Куколева
- Ирина Гринёва — баронесса Нейгард
- Игорь Письменный — Зайцев
- Татьяна Рудина — Зайцева
- Борис Сморчков — инвалид на таможне
- Иван Агапов — Стрекалов
- Елена Панова — Стрекалова
- Виктор Вержбицкий — граф Хотек
- Владимир Симонов — Полонский
- Алёна Хмельницкая — Полонская
- Георгий Тараторкин — Довгайло
- Ирина Розанова — Елена Карловна
- Алик Гульханов — Вандан
- Азиз Бейшеналиев — Найдан-Ван
- Игорь Фокин — Семён

## Музыка
Саундтрек к фильму создал Алексей Айги со своим ансамблем 4’33", Moscow Film Orcherstra и группой «Намгар».